# Oxymetholon
Oxymetholon, pod komerčními názvy též Anadrol, Anapolon aj., je androgen a anabolický steroid (AAS) a lékem při léčbě anémie. Používá se také k léčbě osteoporózy, syndromu plýtvání HIV / AIDS a v určitých situacích k podpoře přibývání na váze a růstu svalů. Užívá se orálně.
Vedlejší účinky oxymetholone zahrnují zvýšenou sexuální touhu, symptomy maskulinizace typu akné, zvýšený růst vlasů a změny hlasu. Může také způsobit poškození jater. Léčivo je syntetický androgenní a anabolický steroid, a proto je agonistou androgenního receptoru (AR), biologického cíle androgenů, jako je testosteron a dihydrotestosteron (DHT). Má silné anabolické účinky a slabé androgenní účinky.
Oxymetholon byl nejprve popsán v roce 1959 a byl zaveden pro lékařské použití v roce 1961. Používá se většinou ve Spojených státech. Kromě jeho lékařského použití, oxymetholon se užívá pro zlepšení postavy a výkonu. Lék je kontrolovan v mnoha zemích, a jeho nelékařské použití je obecně nezákonné.

## Lékařské použití
Primární klinické užití oxymetholonu zahrnuje léčbu anémie a osteoporózy, stejně jako stimulace svalového růstu u podvyživených nebo nedostatečně rozvinutých pacientů. Nicméně ve Spojených státech je jedinou zbývající indikací schválenou FDA léčba anémie.
Po zavedení oxymetholonu byly vyvinuty nesteroidní léky, jako je epoetin alfa, a ukázaly se, že jsou účinnější jako léčba anémie a osteoporózy bez vedlejších účinků oxymetholonu. Léčivo zůstalo dostupné i přes toto a nakonec našlo nové použití při léčbě syndromu plýtvání HIV / AIDS.
Nejčastěji prezentován ve formě 50 mg tableta je jeden z “nejsilnější” a “nejsilnější” AAS dostupný pro lékařské použití. Podobně je na tom i riziko nežádoucích účinků. Oxymetholon je vysoce účinný v podpoře rozsáhlých zisků v tělesné hmotnosti, většinou tím, že výrazně zlepšuje syntézu proteinů. Z tohoto důvodu je často používán kulturisty a sportovci.

## Nelékařská použití
Oxymetholon se používá pro účely posilování a zvyšování výkonnosti závodními sportovci, kulturisty a liftery.

## Vedlejší účinky
Mezi časté nežádoucí vedlejší účinky oxymetholonu patří deprese, letargie, bolesti hlavy, otok, rychlý přírůstek hmotnosti, priapizmus, změny barvy pleti, problémy s močením, nevolnost, zvracení, bolest žaludku (pokud se užívá nalačno), ztráta chuti k jídlu, žloutenka otoky prsou u mužů, pocit neklidnosti nebo vzrušenosti, nespavost a průjem. U žen zahrnují vedlejší účinky také akné, změny v menstruačním období, prohloubení hlasu, růst vlasů na bradě nebo hrudníku, vypadávání vlasů, zvětšený klitoris a změny libida. Kvůli jeho methylaci na 17. uhlíku je oxymetholon silně hepatotoxický. Dlouhodobé užívání léčiva může způsobit řadu vážných onemocnění, včetně hepatitidy, rakoviny jater a cirhózy; proto se u těch, kteří užívají oxymetholone, doporučují pravidelné jaterní testy.

## Farmakologie

### Farmakodynamika
| Léky                  | Poměr       |
| --------------------- | ----------- |
| Testosteron           | 1: 1        |
| Testosteron cypionát  | 1: 1        |
| Testosteron enanthiát | 1: 1        |
| Methyltestosteron     | 1: 1        |
| Fluoxymesteron        | 1: 2        |
| Oxymetholone          | 1: 3        |
| Oxandrolon            | 1: 3–1: 13  |
| Nandrolon dekanoát    | 1: 2,5–1: 4 |
| Zdroje: Viz šablona.  |             |

Podobně jako ostatní AAS je oxymetholon agonistou androgenního receptoru (AR). Nejedná se o substrát pro 5a-reduktázu (protože je již 5a-redukovaná) a je špatným substrátem pro 3a-hydroxysteroid dehydrogenázu (3a-HSD), a proto vykazuje vysoký poměr anabolické k androgenní aktivitě.
Jako derivát DHT není oxymetholon substrátem pro aromatázu, a proto nemůže být aromatizován do estrogenních metabolitů. Nicméně, jedinečně mezi DHT deriváty, oxymetholone je nicméně spojený s relativně vysokou estrogenicitou a je známo, že má potenciál produkovat estrogenní vedlejší účinky, jako je gynekomastie (vzácně) a retence vody. To může být způsobeno přímou vazbou a aktivací estrogenového receptoru oxymetholonem. Oxymetholon nemá žádnou významnou progestogenní aktivitu.

### Farmakokinetika
Dostupné informace o farmakokinetice oxymetholonu jsou omezené. Zdá se, že je dobře absorbován při perorálním podání. Oxymetholone má velmi nízkou afinitu k lidskému sérovému pohlavnímu hormonu vázajícímu globulinu (SHBG), méně než 5% testosteronu a méně než 1% koncentrace DHT. Lék je metabolizován v játrech oxidací v poloze C2, redukcí v poloze C3, hydroxylací v poloze C17 a konjugací. C2 hydroxymethylenová skupina oxymetholonu může být štěpena za vzniku mestanolonu (17a-methyl-DHT), který může přispět k účinkům oxymetholonu. Eliminační poločas oxymetholonu není znám. Oxymetholone a jeho metabolity jsou vylučovány močí.

## Chemie
Oxymetholone, také známý jako 2-hydroxymethylen-17a-methyl-4,5a-dihydrotestosteron (2-hydroxymethylen-17a-methyl-DHT) nebo jako 2-hydroxymethylen-17a-methyl-5a-androstan-17p-ol-3-on je syntetický androstanový steroid a 17a-alkylovaný derivát DHT.

## Dějiny
Oxymetholone byl poprvé popsán v novinách z roku 1959 vědci ze společnosti Syntex. Takto byl představen jako látka pro lékařské použití Syntex a ICHI ve Spojeném království pod značkou Anapolon 1961. Oxymetholone byl také představen pod značkami Adroyd (Parke-Davis) 1961 a Anadrol (Syntex) 1962. Lék byl uveden na trh ve Spojených státech na počátku šedesátých let.

## Společnost a kultura

### Obecná jména
Oxymetholone je generický léku a jeho INN, USAN, USP, BAN a JAN, zatímco oxymétholon je jeho DCF.

### Obchodní značky
Oxymetholon byl prodáván pod různými značkami včetně Anadrol, Anadroyd, Anapolon, Anasterona, Anasteronal, Anasteron, Androlic, Androyd, Hemogenin, Nastenon, Oxitoland, Oxitosona, Oxyanabolic, Oxybolone, Protanabol, Roboral, Synasterobe, Synasteron, a Zenalosyn.

### Dostupnost

#### Spojené státy
Oxymetholon je jeden z mála AAS, který zůstává k dispozici pro lékařské použití ve Spojených státech. Ostatní (k listopadu 2017) jsou testosteron, testosteron cypionate, testosteron enanthate, testosteron undekanoát, methyltestosteron, fluoxymesteron, nandrolon dekanoát a oxandrolon.

#### Ostatní země
Dostupnost oxymetholon je poměrně omezená a je rozptýlena na izolované trhy v Evropě, Asii a Severní a Jižní Americe. Je známo, že je k dispozici v Turecku, Řecku, Moldavsku, Íránu, Thajsku, Brazílii a Paraguayi. Přinejmenším historicky, byl dostupný v Kanadě, Spojeném království, Belgii, Nizozemí, Španělsko, Polsko, Izrael, Hongkong, a Indie.

### Právní status
Oxymetholon, spolu s jinými AAS, je v plánu III kontrolovanýchá látka ve Spojených státech podle zákona o kontrole substancí.